# Vápenka ve Vápenném Podolu
Vápenka v obci Vápenný Podol v okrese Chrudim, jinak také dolní pec ve Vápenném Podolu, je dvojitá šachtová pec, technická a kulturní památka dokládající výrobu vápna v Železných horách. Od roku 1958 je chráněna jako kulturní památka České republiky. Jedná se o jednu ze dvou posledních vápenek tohoto typu v oblasti tradiční výroby vápna.

## Historie

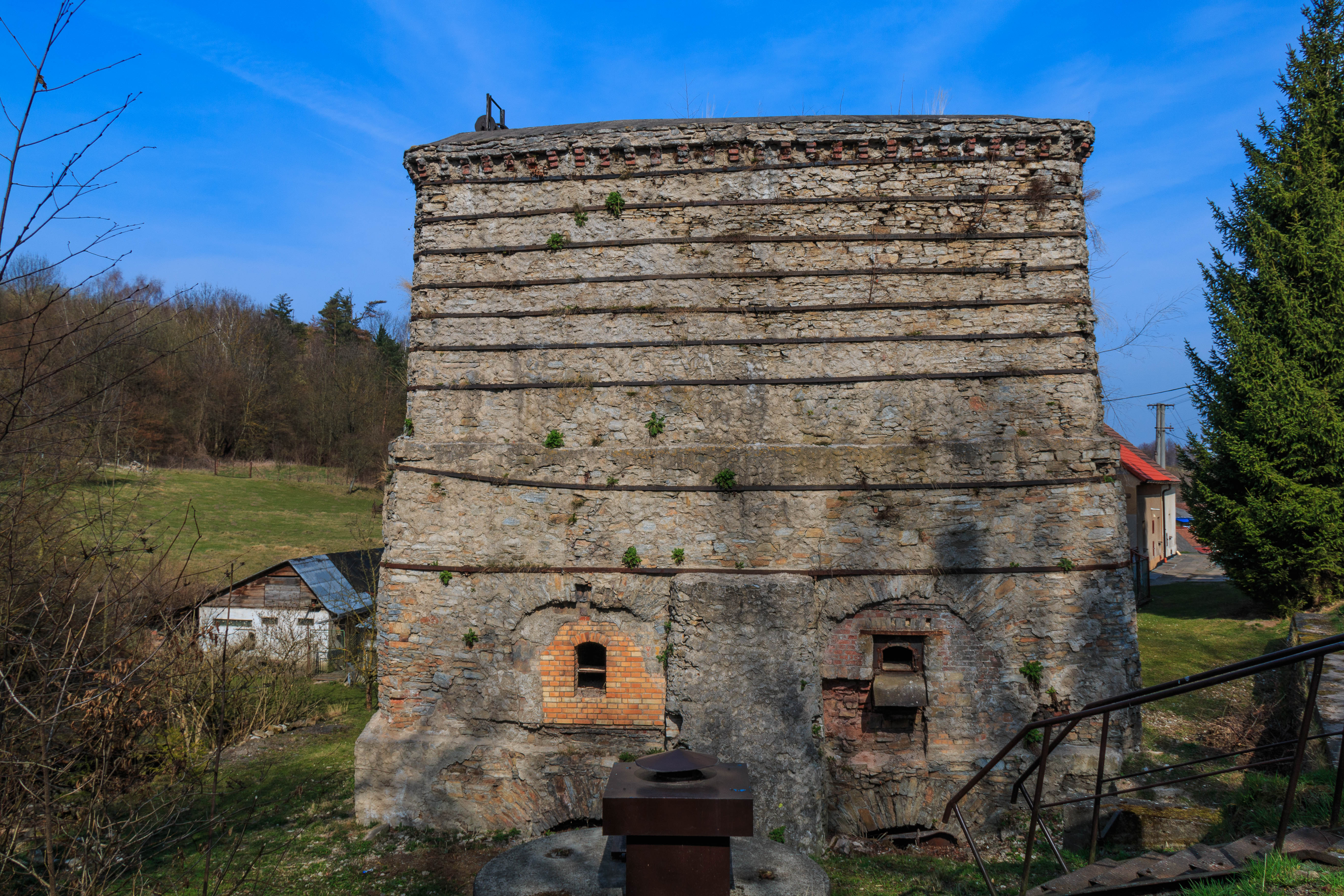
Boční pohled s otvory pro vytápění obou pecí

Stavba pece byla zahájena „Prvním spolkem ku vyrábění vápna“ v roce 1872 a do provozu byla pec uvedena v roce 1873. Podle jiných údajů vznikla už kolem roku 1865. Vápenec k ní byl z dolu, vzdáleného 300 m východně, přivážen vozíky po kolejové dráze, která končila u horního násypného otvoru do pece.
Není známo datum ukončení provozu této vápenky, souvisí však s vybudováním velké vápenky v 2 km vzdálených Prachovicích (zahájení provozu v roce 1958).
V roce 1994 byla pec opravena.

## Další pece
Dolní pec je jediná zachovalá z původních tří pecí ve Vápenném Podolu:
- horní pec byla zbořena v roce 1968,
- kruhová pec byla postavena 1913, ukončení provozu 1965, její komín byl odstřelen 21. března 1975.